# تومي جنكينز
تومي جنكينز (بالإنجليزية: Tommy Jenkins)‏ (2 ديسمبر 1947 في المملكة المتحدة - ) هو مدرب كرة قدم ولاعب كرة قدم بريطاني في مركز جناح ‏. لعب مع سويندون تاون ونادي ريدنغ ونادي ساوثهامبتون ونادي مارغيت ووست هام يونايتد ونادي ليتون أورينت وبيتسبرغ سبيريت ‏ وفينكس إنفيرنو ‏ وسياتل ساوندرز.

## وصلات خارجية
- تومي جنكينز على موقع قاعدة بيانات كرة القدم.إي يو (الإنجليزية)